# Határ út (métro de Budapest)
 Határ út est une station du métro de Budapest. Elle est sur la  .

## Lieu remarquable à proximité
- Shopmark (centre commercial)